# Albert Ingham
Albert Ingham   (Northampton, 3 d'abril de 1900 - Vallorcine, 6 de setembre de 1967) va ser un matemàtic anglès.

## Vida i Obra
Ingham va fer els estudis secundaris a Stafford, on va obtenir una beca per estudiar a Cambridge a finals del 2017. Després d'uns mesos a l'exèrcit per la Primera Guerra Mundial, el 1919 va començar els estudis al Trinity College (Cambridge) on es va graduar el 1922. A partir d'aquesta data va ser fellow del Trinity College, fins que el 1926 en que va ser nomenat professor de la universitat de Leeds. El 1930 va retornar a Cambridge com professor de matemàtiques, substituint el malaguanyat Ramsey, i cap d'estudis del King's College. Va romandre a Cambridge fins a la seva jubilació el 1957. Va morir el 1967 d'un atac de cor mentre anava per un camí d'alta muntanya prop de Chamonix, ja que sempre li havia agradat el muntanyisme i es passava els estius amb la seva dona fent senderisme. El seu cos va ser incinerat a Ginebra i les sevs cendres escampades a la Reserva Natural de Hayley Wood.
Ingham va publicar un llibre i una trentena d'articles científics. El seu llibre The Distribution of Prime Numbers (1932) va esdevenir un clàssic sobre el tema i s'ha reeditat en nombroses ocasions. Els seus articles es poden agrupar en dues temàtiques principals: per una part la funció zeta de Riemann i la teoria de nombres i per altra part els teoremes tauberians i la teoria de sèries. És especialment recordat per haver demostrat la fórmula asimptòtica del quart moment de {\displaystyle Z(t)} (1926) i pel seu concepte de sumabilitat d'una sèrie (1945).